# Matuska Péter
Felső-rásztokai Matuska Péter (Liptószentmiklós, 1841. július 14. – Rásztoka (Liptó megye), 1901. szeptember 22.) jogi doktor, ügyvéd és országgyűlési képviselő.

## Élete
Középiskoláit Teschenben és Budán végezte. Ezután a jogi pályát választotta, a pesti egyetemen tanult, ahol jogi doktori- és ügyvédi oklevelet nyert, mire a gyakorlati ügyvédség terére lépett, ahol azonnal igen elterjedt praxisra tett szert. 1872-ben a liptószentmiklósi kerület választotta országgyűlési képviselőjévé. 1878 óta ismételten nyert mandátumot ugyanott. Mint képviselő az igazságügyi bizottságnak több ízben tagja volt, a későbbi országgyűlésen pedig jegyzője; több szerves törvényt referált az előadói székről. A magyar jelzáloghitelbank jogügyi osztályának vezetője, majd igazgatója és a Johannita-rend lovagja volt.
Országgyűlési beszédei a Naplókban (1872-1901.) vannak.
Szófiában, majd Varsóban és végül Stockholmban volt nagykövet.